# Ingo Saenger
Ingo Saenger (* 27. Juni 1961 in Hilden, Nordrhein-Westfalen) ist ein deutscher Jurist und Hochschullehrer an der Universität Münster.

## Werdegang
Nach dem Studium der Rechtswissenschaften und der Geschichte in Marburg (1981–1986) war Saenger von 1987 bis 1990 wissenschaftlicher Mitarbeiter am Institut für Rechtsvergleichung, anglo-amerikanische Abteilung, der Philipps-Universität Marburg bei Hans G. Leser. Die Promotion erfolgte 1990 über die Beteiligung Dritter im Gesellschaftsrecht. Nach dem zweiten Staatsexamen 1992 war er wissenschaftlicher Assistent an der Friedrich-Schiller-Universität Jena bei Olaf Werner. Nach der Habilitation 1996 in Jena mit einer Schrift über „Einstweiliger Rechtsschutz und materiell-rechtliche Selbsterfüllung“ wurde er 1997 Inhaber des Lehrstuhls Bürgerliches Recht, Zivilprozessrecht und Gesellschaftsrecht und Direktor des Instituts für internationales Wirtschaftsrecht an der Westfälischen Wilhelms-Universität Münster. Seit 2001 leitet Saenger den Postgraduierten-Studiengang Mergers and Acquisitions bei der JurGrad gGmbH. Von 1999 bis 2006 war er zudem Richter am Oberlandesgericht Hamm im Nebenamt.
Saenger ist verheiratet und Vater von vier Söhnen.

## Forschungsschwerpunkte
Sie liegen im Gesellschafts- und Zivilprozessrecht, daneben forscht Saenger zum Recht des internationalen Warenkaufs und zum Verbraucherschutz.

## Veröffentlichungen (Auswahl)
- Einstweiliger Rechtsschutz und materiellrechtliche Selbsterfüllung, Mohr Siebeck, Tübingen 1998, ISBN 978-3-16-146950-3.
- Gesellschaftsrecht, 5. Aufl., Vahlen, München 2020, ISBN 978-3-8006-6261-6.
- Zivilprozessordnung – Handkommentar, 9. Aufl., Nomos, München 2021, ISBN 978-3-8487-7116-5 (Hrsg.).